# Vasile Nagy
Vasile Nagy (n. 12 octombrie 1988, Arad, România) de profesie inginer, economist, este un deputat român, ales în 2020.